# Auswinterung (Pflanze)
Als Auswinterung (auch  Winterschäden und Frostschäden) werden in der Landwirtschaft Schäden an Kulturpflanzenbeständen bezeichnet, die durch Kälte, Fäulnis, Luft- und Wassermangel während der Winterzeit entstehen.

## Schäden und Ursachen
- Kältetod der Pflanzen durch starken Frost. Während arktische Pflanzen bis zu −60 °C vertragen, sterben zahlreiche Kulturpflanzen Europas bei Blachfrost. Wenngleich Wintersaaten zur Einleitung von Stratifikation und Vernalisation einerseits Frost benötigen, so sterben andererseits Winterroggenbestände bei −25 °C, Winterweizenbestände bei −20 °C und Wintergerstenbestände bei −15 °C, wenn keine schützende Schneedecke vorhanden ist. Sollte der Frost plötzlich eintreten, sodass sich die Kulturen an die kühleren Wintertemperaturen nicht adaptiert haben tritt der Pflanzentod schon bei geringeren Minustemperaturen ein.[1]
- Wurzelschäden durch wechselndes Frost- und Tauwetter. Die Spätfröste im ausgehenden Winter mit warmen Temperaturen am Tag und Frösten in der Nacht führt zu unterschiedlichen Frosttiefen und damit dem Anheben und Absenken der Ackerkrume in unterschiedlichen Bodenhorizonten. Dadurch kommt es zu Wurzelabrissen und schlimmstenfalls Gesamtverlust des Pflanzenbestands. Mit entsprechender Saatbettbereitung im Herbst kann diese Gefahr gemindert werden.
- Fäulnis in Pflanzenbeständen. Bei dicker überfrorener Schneedecke auf Wintergetreide und Winterrapsfeldern kann es durch Kohlensäureanhäufung und mangelndem Luftaustausch zu Fäulnis kommen. Typische Krankheiten sind Schneeschimmel, Typhulafäule, Kleekrebs und Rapserdflohlarven-Befall.
- Frosttrocknis und Pflanzentod wegen Wassermangel. Bei anhaltenden Blachfrösten ist das Bodenwasser gefroren und steht den Pflanzenwurzeln nicht zur Verfügung. Dadurch kommt es zunächst zur Welke und schließlich Vertrocknung der Pflanzen.
- Ersticken unter einer Eisdecke. Bei überfluteten Feldern und Wiesen kommt es zu Sauerstoffmangel, der zu Pflanzentod führen kann. Während sich Wiesen im Frühjahr schnell erholen, ist der Pflanzenbestand auf Äckern meistens verloren.